# Carlos Blanco Hernández
Carlos Blanco Hernández (Gijón, 11 marzo 1917 – Madrid, 1º settembre 2013) è stato uno sceneggiatore spagnolo.

## Biografia
Trasferitosi a Madrid nel 1934, negli anni quaranta iniziò a scrivere le prime sceneggiature cinematografiche e a collaborare con riviste specializzate come Cámara e Primer Plano. Nel 1947 firmò la sceneggiatura de La princesa de los Ursinos, con Ana Mariscal. Per il regista José Luis Sáenz de Heredia scrisse nel 1948 Las aguas bajan negras e nel 1950 Don Juan - la spada di Siviglia.
Per José Antonio Nieves Conde firmò nel 1955 La mente che uccide. Nello stesso anno sottoscrisse un contratto con la 20th Century Fox e successivamente con la RKO, trasferendosi per un lungo periodo negli Stati Uniti. Nel 1971 tornò a lavorare con Sáenz de Heredia ne Los gallos de la madrugada.

## Filmografia parziale
- La princesa de los Ursinos, regia di Luis Lucia (1947)
- Giovanna la pazza, regia di Juan de Orduña (1948)
- Las aguas bajan negras, regia di José Luis Sáenz de Heredia (1948)
- Llegada de noche, regia di José Antonio Nieves Conde (1949)
- Don Juan - la spada di Siviglia, regia di José Luis Sáenz de Heredia (1950)
- Uomini senza pace, regia di José Luis Sáenz de Heredia (1952)
- Todo es posible en Granada, regia di José Luis Sáenz de Heredia (1954)
- La mente che uccide, regia di José Antonio Nieves Conde (1955)
- Los gallos de la madrugada, regia di José Luis Sáenz de Heredia (1971)
- Don Quijote cabalga de nuevo, regia di Roberto Gavaldón (1972)